# هاري كلاي
هاري كلاي (بالإنجليزية: Harry Clay)‏ (29 يناير 1881 في المملكة المتحدة - 9 أغسطس 1964 ببرستل في المملكة المتحدة) هو لاعب كرة قدم بريطاني (وحمل سابقاً جنسية المملكة المتحدة لبريطانيا العظمى وأيرلندا) في مركز حراسة المرمى. لعب مع نادي بريستول سيتي.